# Meteorus palmeri
Meteorus palmeri är en stekelart som beskrevs av Trevor Huddleston 1983. Meteorus palmeri ingår i släktet Meteorus och familjen bracksteklar. Inga underarter finns listade i Catalogue of Life.